# Gudrun Deterding
Gudrun Deterding (* 1958) ist eine ehemalige deutsche Nationalspielerin und Bundestrainerin in der Boulespiel-Sportart Pétanque im Deutscher Boccia-, Boule- und Pétanque-Verband. Sie war deutsche Meisterin und Teilnehmerin bei Europa- und Weltmeisterschaften und den World Games 2005.

## Karriere

### Spielerin
Deterding spielte zunächst für den SuS 09 Dinslaken Basketball und begann nach einem Ferienaufenthalt in Frankreich 1992 mit dem Boulesport. Bis zu ihrem freiwilligen Rücktritt 2006 wurde sie mehrfach in den Nationalkader berufen und spielte für die Krétanque Krefeld und für Düsseldorf sur place sowie für den BC Saarwellingen in der Pétanque-Bundesliga.
Im Frauen-Triplette gewann sie 2003 die Bronzemedaille bei den Europameisterschaften, 2004 die Silbermedaille bei den Weltmeisterschaften und 2005 die Bronzemedaille bei den World Games.
Sie spielt bevorzugt die Spielposition Pointeur (Vorlegerin) und hat Kugeln im Gewicht 665 Gramm bei 71 mm Durchmesser.

### Trainerin
Nach ihrer aktiven Zeit in der Nationalmannschaft der Frauen war sie Bouletrainerin im Deutschen Pétanque-Verband (DPV), war im Besitz der B-Trainer-Lizenz und arbeitete von Januar 2007 bis zu ihrem Rücktritt Ende März 2012 als Bundestrainerin der Junioren.

## Erfolge

### International
- 1998: Teilnahme an der Weltmeisterschaft[2]
- 2002: Teilnahme an der Weltmeisterschaft
- 2003: 3. Platz Europameisterschaft Frauen Triplette zusammen mit Daniela Thelen, Lara Koch und Susanne Fleckenstein
- 2004: 2. Platz Weltmeisterschaft Frauen Triplette zusammen mit Daniela Thelen, Lara Koch und Annick Hess
- 2005: 3. Platz bei den World Games im Triplette der Frauen zusammen mit Daniela Thelen und Lara Koch[3]
- 2005: Teilnahme an der Europameisterschaft[4]
- 2006: Teilnahme an der Weltmeisterschaft

### National
(Quelle:)
- 1998: 3. Platz Deutsche Meisterschaft Mixte zusammen mit Kim Rieger
- 2001: 3. Platz Deutsche Meisterschaft Mixte zusammen mit Kim Rieger
- 2002: 2. Platz Deutsche Meisterschaft Mixte zusammen mit Kim Rieger
- 2004: 1. Platz Deutsche Meisterschaft Mixte zusammen mit Kim Rieger
- 2008: Deutscher Vereinsmeister mit dem Bouleclub Saarwellingen[6]

## Privates
Deterding machte 1977 am Bertha-von-Suttner-Gymnasium in Oberhausen das Abitur. Von Beruf ist sie Lehrerin für Sport und Religion und wohnt in Duisburg.